# Li Lili
Li Lili (chinesisch 黎莉莉, Pinyin Lí Lìlì) (* 2. Juni 1915 in Peking; † 7. August 2005 ebenda) war eine chinesische Schauspielerin.
Sie wurde unter dem Namen Qian Zhenzhen (chinesisch 钱蓁蓁, Pinyin Qián Zhēnzhēn) in eine arme Familie geboren. Ihr Vater war der Arzt, Filmemacher und spätere kommunistische Geheimagent Qian Zhuangfei. 1927 ging sie nach Shanghai, dem Zentrum der chinesischen Filmindustrie der 1920er und 1930er Jahre. 1931 wurde sie Schauspielerin und trat unter anderem in sechs Filmen des Regisseurs Sun Yu auf, einige davon an der Seite der Schauspielerin Ruan Lingyu. Ihre Erscheinung war sportlich und modern. Zu ihren wichtigen Filmen gehört auch Tian Lun (1935) unter der Regie von Fei Mu und Luo Mingyou. Nach der Besetzung Shanghais durch die japanische Armee pendelte sie zwischen Chongqing und Hongkong, um in Filmen zu spielen. 1946 ging sie kurz in die USA, kehrte aber im darauffolgenden Jahr bereits nach China zurück und wurde nach der Gründung der Volksrepublik Schauspielerin der Beijing Film Studios. 1955 schrieb sie sich an der neu gegründeten Beijing Film Academy ein und lehrte dort nach ihrem Abschluss. In der Kulturrevolution wurde sie gemeinsam mit ihrem Mann, dem Filmproduzenten Luo Jingyu, inhaftiert. Beide sollen auf persönliche Weisung von Jiang Qing gefoltert worden sein, Luo überlebte die Misshandlung nicht.
Zuletzt trat Li Lili 1992 in Stanley Kwans Hommage an Ruan Lingyu Yuen Ling-yuk auf.